# 工作物石綿事前調査者
工作物石綿事前調査者（こうさくぶついしわたじぜんちょうさしゃ）は、国家資格のひとつであり、工作物石綿事前調査者講習を修了した者の中から事業者により選任される。
また、工作物石綿事前調査者講習を修了した資格取得者のこと、あるいは資格そのものを指すこともある。

## 受講資格
以下のものが工作物石綿事前調査者講習を受講することができる。
- 石綿作業主任者技能講習を修了した者（実務経験不要）
- 大学で工学に関する課程やこれに相当する課程を修めて卒業した後、工作物に関する2年以上の実務経験者
- 3年制短期大学で工学に関する課程やこれに相当する課程を修めて卒業した後、工作物に関する3年以上の実務経験者
- 短期大学または高等専門学校で建築に関する課程やこれに相当する課程を修めて卒業した後、工作物に関する4年以上の実務経験者
- 高等学校または中等教育学校で建築に関する課程やこれに相当する課程を修めて卒業した後、工作物に関する7年以上の実務経験者
- 工作物に関する11年以上の実務経験者
- 2006年3月31日以前の特定化学物質等作業主任者技能講習を修了し、建築物石綿含有建材調査に関する5年以上の実務経験者
- 建築行政に関する2年以上の実務経験者
- 環境行政（石綿の飛散防止に関するもの限定）に関する2年以上の実務経験者
- 労働安全衛生法第93条第1項の産業安全専門官もしくは労働衛生専門官、産業安全専門官もしくは労働衛生専門官であった者
- 労働基準監督官として2年以上その職務に従事した者

## 講習
告示された講習時間は11時間である。
- 工作物石綿事前調査者

1. 工作物石綿事前調査に関する基礎知識1（1時間）
2. 工作物石綿事前調査に関する基礎知識2（1時間）
3. 石綿使用に係る工作物図面調査（4時間）
4. 現場調査の実際と留意点（4時間）
5. 工作物石綿事前調査報告書の作成（1時間）
6. 修了試験